# Giochi sudamericani della gioventù
I Giochi sudamericani della gioventù (in spagnolo Juegos Suramericanos de la Juventud; in portoghese Jogos Sul-Americanos da Juventude) sono una manifestazione sportiva multi-disciplinare, a cadenza quadriennale, a cui partecipano le nazioni dell'America meridionale, riservata ad atleti di età ricompresa tra i 14 ed i 18 anni. Sono organizzati dalla Organización Deportiva Sudamericana (ODESUR).
La prima edizione è stata disputata nel 2013 a Lima, in Perù.

## Sport
- Atletica leggera
- Badminton
- Beach Volley
- Canoa/kayak
- Canottaggio
- Ciclismo
- Ginnastica artistica
- Judo
- Lotta
- Nuoto
- Pugilato
- Scherma
- Sollevamento pesi
- Taekwondo
- Tennis
- Tennistavolo
- Triathlon
- Tuffi
- Vela

## Edizioni
| Edizione | Anno | Città ospitante   | Nazione   | Inizio       | Fine         | Paesi | Atleti | Sport | Eventi | Vincitrice | Note  |
| -------- | ---- | ----------------- | --------- | ------------ | ------------ | ----- | ------ | ----- | ------ | ---------- | ----- |
| I        | 2013 | Lima              | Perù      | 20 settembre | 29 settembre | 14    | 1 200  | 19    | 95     | Brasile    | [ 1 ] |
| II       | 2017 | Santiago del Cile | Cile      | 29 settembre | 8 ottobre    | 14    | 1 279  | 20    | 198    | Brasile    | [ 2 ] |
| III      | 2021 | Rosario           | Argentina | N.D.         | N.D.         | N.D.  | N.D.   | N.D.  | N.D.   | N.D.       |       |

## Medagliere
| #      | Nazione   | Oro | Argento | Bronzo | Totale |
| ------ | --------- | --- | ------- | ------ | ------ |
| 1      | Brasile   | 133 | 83      | 77     | 293    |
| 2      | Colombia  | 75  | 55      | 59     | 189    |
| 3      | Argentina | 50  | 47      | 69     | 166    |
| 4      | Venezuela | 32  | 55      | 52     | 139    |
| 5      | Ecuador   | 29  | 41      | 45     | 115    |
| 6      | Cile      | 29  | 39      | 59     | 127    |
| 7      | Perù      | 16  | 30      | 59     | 105    |
| 8      | Uruguay   | 6   | 10      | 11     | 27     |
| 9      | Panama    | 6   | 5       | 11     | 22     |
| 10     | Paraguay  | 5   | 5       | 11     | 21     |
| 11     | Bolivia   | 3   | 6       | 4      | 13     |
| 12     | Aruba     | 2   | 2       | 5      | 9      |
| 13     | Guyana    | 1   | 4       | 6      | 11     |
| 14     | Suriname  | 0   | 1       | 7      | 8      |
| Totale | Totale    | 208 | 212     | 263    | 683    |